# Mildella straminea
Mildella straminea là một loài dương xỉ trong họ Pteridaceae. Loài này được Ching C.C. Hall & Lellinger mô tả khoa học đầu tiên năm 1967.